# Spatha
La spatha è una spada d'epoca romana con lama molto più lunga del gladio, all'incirca 80–100 cm.

## Storia
(Flavio Giuseppe)
La spatha veniva usata dai legionari romani a cavallo assieme al clipeo (scudo rotondo), essa si distingueva dal gladio (spada corta) usato dalla fanteria assieme allo scutum  rettangolare. I combattenti a cavallo usavano la spatha e non il gladio per via della lunghezza della lama, che permetteva di colpire il nemico più in basso.
La spada romana era di ferro e si piegava facilmente nelle collisioni con altre lame o scudi. Per questo motivo era utilizzata soprattutto per colpire e non per parare, funzione attribuita invece allo scudo. La spatha trovò anche largo utilizzo fra gli ausiliari a cavallo.

## Etimologia
La parola deriva dal greco antico σπάθη?, spáthē, "lama piatta, di legno o metallo", ma anche "lama piatta usata come arma" (più probabilmente spatha è una latinizzazione dal dorico *σπάθα spatha). La parola rimane oggi nel greco moderno σπαθί (spathí), neutro. Lo stesso termine latino è diventato in italiano spada, in francese épée, in spagnolo e portoghese espada, tutte parole con il medesimo significato.